# Los secuestrados de Altona (película de 1962)
Los secuestrados de Altona es la adaptación cinematográfica de 1962 de la obra homónima de Jean-Paul Sartre, producida por Carlo Ponti, dirigida por Vittorio De Sica y protagonizada por Sophia Loren, Maximilian Schell, Fredric March y Robert Wagner.

## Trama
Hamburgo-Altona alrededor de 1959. La familia de industriales von Gerlach reside en una villa señorial en el Elbchaussee. Albrecht von Gerlach es el patriarca, propietario de un astillero, sus dos hijos son Werner y Leni. Había otro hijo llamado Franz, pero se le considera muerto desde el final de la Segunda Guerra Mundial. Lo que nadie sabe es que Franz, de quien se dice que está muy confundido y se prepara para un proceso imaginario en el siglo XXX, es escondido por su familia en el desván de la casa desde hace 13 años. Todavía viste su uniforme de oficial de la Wehrmacht y es considerado un criminal de guerra por haber organizado ejcuciones y torturas en la Unión Soviética. Albrecht y Leni von Gerlach quieren protegerlo de acciones legales y le sugirieron que Alemania todavía estaba en ruinas. Franz ha hace poco conocido a Johanna, la esposa de su hermano menor Werner, quien, por deseo de su padre enfermo, debería hacerse cargo de la gestión de la empresa, pero que duda debido a las estrechas conexiones de la empresa con el régimen nazi.
Johanna es una actriz de teatro atractiva y comprometida que prefiere aparecer en obras de Brecht y hasta ahora no sabía nada sobre el hermano "perdido" de Werner. Los dos gradualmente se hacen amigos. Johanna abre los ojos de Franz y le dice que la Alemania de la posguerra se ha dividido y que la mitad occidental se ha convertido en un país próspero. Está sorprendida de que su suegro y también su cuñada Leni les hayan mentido constantemente a ella y a Franz. Franz tiene un deseo ardiente de salir de su existencia cerrada y finalmente conocer el mundo exterior. que se ha mantenido en secreto de él. Una tarde, Franz se atreve a salir y pasea por la ciudad. Hamburgo resplandece y Franz no puede evitar asombrarse, pero también está profundamente amargado por las mentiras a las que estuvo expuesto durante años. Pronto cae en las manos de la policía y es arrestado. Johanna puede localizarlo y obtener su liberación. Se produce un altercado final entre padre e hijo en el astillero familiar, en el que ambos caen de un andamio.
El rodaje de Los secuestrados de Altona estaba originalmente programado para comenzar en enero de 1962. En ese momento, junto a Sophia Loren, Alec Guinness y Kirk Douglas estaban en la lista de actores. El rodaje (tomas exteriores) tuvo lugar en la primavera de 1962 en Hamburgo (entre otros lugares en la Mönckebergstraße, frente al rascacielos Springer y en la estación de ferry Schulau ), así como en el castillo de Tremsbüttel en Schleswig-Holstein . Originalmente, se suponía que las escenas del astillero se filmarían en el astillero Blohm + Voss en Hamburgo, pero no se concedió el permiso. "Al señor Georg Blohm no le gustó la ideología de la obra de Sartre", informó el asistente de producción Jerzy Macc. En cambio, se rodó en el astillero Howaldt. Los costos de producción fueron DM 6,4 millones. Ezio Frigerio diseñó la producción, Pier Luigi Pizzi el vestuario. 
La música utilizada en la película es del tercer movimiento, "Memoria eterna", de la Sinfonía N°. 11 ("Año 1905") de Dmitri Shostakovich. Los dibujos de las paredes de la habitación de Franz son del artista siciliano Renato Guttuso.
El estreno tuvo lugar el 30 de octubre de 1962 en Milán.
Los examinadores de FSK estaban todavía bajo  la impresión de las protestas de los medios contra la película italiana Los cuatro días de Nápoles, que se estrenó casi al mismo tiempo. El representante de la distribuidora pidió al comité que hiciera algunos recortes de texto y eliminara una escena con Franz Josef Strauss para que él, como distribuidor, tuviera "una base más firme" con la productora. Tras la proyección, los inspectores de la FSK objetaron varias escenas, en particular la crítica a Flick y Krupp por parte del hijo del magnate industrial y su afirmación: "Cada vez que veo un Mercedes-Benz, huelo el hedor del horno de gas". La mayoría del comité de trabajo encontró que esto era “nada más que propaganda de odio en la jerga de la zona este”, y por lo tanto ignoró la objeción de un examinador de que tal imposición podría propensar la reputación de “que el FSK era susceptible al nazismo."
El estreno alemán fue el 6 de septiembre de 1963 en Mannheim. Poco tiempo después, las condiciones de autorregulación para el estreno de la película se hicieron públicas a través de una indiscreción intencional. Esto desencadenó violentas protestas contra la "censura" del FSK en numerosos artículos de prensa. Una consecuencia indirecta de estas protestas fue que, después de todo, los inseguros examinadores del FSK lanzaron la película Los cuatro días de Nápoles, anteriormente prohibida.
Por su actuación en 1963, Sophia Loren recibió el Premio Bambi, que acababa de pasar a Burda Verlag. En el mismo año, Vittorio De Sica recibió el premio David di Donatello al mejor director.

## Crítica
'La suciedad del pasado' - dice De Sica - 'todavía existe. Alemania Occidental todavía está plagada de nacionalsocialismo». En un alegato brillante construido en torno al drama de Sartre, De Sica lanza una mirada profundamente despiadada pero desesperadamente vital y severa (...). Otras veces la película disfruta del argumento teatral, pero las palabras parecen ajenas y no el foco como en el drama.
Edoardo Brunno en Filmcritica, N° 129 de enero de 1963

Filmlisten de Paimann resumió: “La atmósfera es de una rara densidad.
Hubo también críticas negativas, por ejemplo en The New York Times:

Desafortunadamente, [el guionista] Mann no pudo proporcionar contexto a este arco melodramático ni infundirle ningún sentimiento, sutil o comprensivo. Así que lo único que obtenemos en esta sombría película es la gran actuación de Herr Schell frente a una Loren extrañamente abstracta y el magnate industrial enérgicamente interpretado por Fredric March. Me temo que Los secuestrados de Altona está condenada a ser una película decepcionante, dado todo el sentido escalofriante de la Alemania industrial que el de Sica imbuyó en esta película.

La decadencia interior de una gran familia industrial en el contexto del pasado alemán no resuelto. A pesar de algunas construcciones imposibles (y los cambios realizados por el FSK y el distribuidor), el drama dialécticamente profundo pero humanamente frío al menos puede hacer pensar.

Lexikon des internationalen Films